# Stomechinus
Stomechinus is een geslacht van uitgestorven zee-egels uit de familie Stomechinidae.

## Soorten
- Stomechinus bigranularis(Lamarck, 1816) † Aalenien, Bajocien, West-Europa.
- Stomechinus morierei Cotteau, 1880 † Bathonien, Frankrijk.
- Stomechinus tenuis (Desor, 1856) † Valanginien, Frankrijk.
- Stomechinus fallax (Agassiz, 1840) † Hauterivien, Frankrijk.
- Stomechinus hiselyi (Desor, 1856) † Hauterivien, Frankrijk, Zwitserland.